# Copenaghen Open 2003
Il Copenaghen Open 2003 è stato un torneo di tennis giocato sul sintetico indoor. È stata la 15ª edizione del Copenaghen Open che fa parte della categoria International Series nell'ambito dell'ATP Tour 2003. Si è giocato a Copenaghen in Danimarca dal 24 febbraio al 2 marzo 2003.

## Campioni

### Singolare
Karol Kučera ha battuto in finale  Olivier Rochus con il punteggio di 7–6(4), 6–4

### Doppio
Tomáš Cibulec /  Pavel Vízner hanno battuto in finale  Michael Kohlmann /  Julian Knowle con il punteggio di 7–5, 5–7, 6–2